# Виера, Сантьяго
Сантьяго Николас Виера Морейра (исп. Santiago Nicolás Viera Moreira; род. 4 июня 1998, Монтевидео, Уругвай) — уругвайский футболист, полузащитник клуба «Ливерпуль» (Монтевидео).

## Клубная карьера
Виера — воспитанник столичного клуба «Ливерпуль». 21 марта 2016 года в матче против «Дефенсор Спортинг» он дебютировал в уругвайской Примере. 8 января 2019 года Виера ушёл в аренду в «Серро» до конца года. 15 января 2020 года Виера был взят в аренду американским клубом «Сан-Антонио» из Чемпионшипа ЮСЛ на сезон. За «Сан-Антонио» он дебютировал 8 августа в матче против «ОКС Энерджи», заменив во втором тайме Зака Эриво.

## Международная карьера
В 2017 года Виера в составе молодёжной сборной Уругвая выиграл молодёжный чемпионат Южной Америки в Эквадоре. На турнире он сыграл в матчах против команд Перу, Эквадора и Аргентины.
В том же году Виера принял участие в молодёжном чемпионате мира в Южной Корее. На турнире он сыграл в матчах против команд Саудовской Аравии, Италии и Португалии.

## Достижения
Командные
 Уругвай (до 20)
- Чемпион Южной Америки среди молодёжных команд: 2017